# تشارلز آيفز

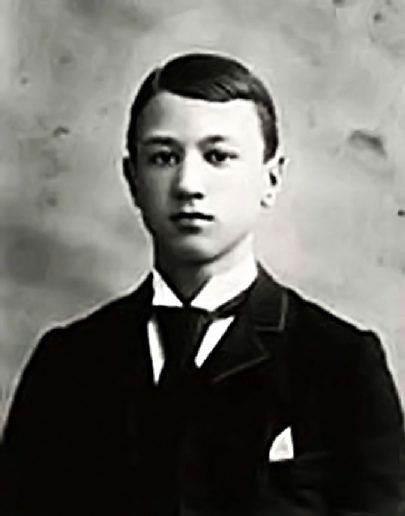
تشارلز آيفز

تشارلز إدوارد آيفز بالإنجليزية Charles Edward Ives (و. 20 أكتوبر 1874 – ت. 19 مايو 1954) مؤلف موسيقي حداثي modernist composer أمريكي.

## مقدمة
من السنوات الوحيدة لابتكارها حتى الحاضر، موسيقى تشارلز آيفز رفضت الاستقرار في أي مكان محدد في التقليد الغربي. في صفحة واحدة من الحركة الثانية من سيمفونيته الرابعة نجده يحشد في عدة مقامات متنوعة وبأعلى صوت مارش لفرق آلات نخ نحاسية. “ديك رومي في القش"، "التقدم عبر جورجيا" والعديد من النغمات في مختلف المقامات والإيقاعات، تشمل بيانو لأربع أيادي حيث تعزف اليدان السفليتان راجتايم واليد العليا لامقامية تقريبا. باختصار تصدر أكثر ضجة سمعتها من قبل، وهي بالضبط ما قصده آيفز. ثم الحركة التالية للسيمفونية فوجة جميلة وتقليدية بشكل أو آخر تعتمد على لحن من ترنيمة.
ما زال الغرض والأثر من كل أعماله يربك الكثير من السامعين اليوم، الذين لا يزالوا يتوقعون رغم الفوضى الفنية لعصرنا أن يكون المؤلف إما ساذج أم مقعد، شعبي أم كلاسيكي، حديث أو خلاف ذلك. آيفز كان كل تلك الأمور معا في وقت أو آخر – وأحيانا بتزامن. حين كتب السيمفونية الرابعة، في العقد الثاني من هذا القرن، أسلوبها ومعناها كان غير مفهوم ببساطة. مقارنة مع المبتكرين الموسيقيين العظماء الآخرين، أيا كان جدالهم مع الجمهور، كتب آيفز في عزلة عميقة عنهم جميعا، والأبعد عن التيار العادي.
رغم مراوغته الأسلوبية، كان هناك أمر واحد واضح منذ بد مشوار آيفز الفني متأخرا أمام الجمهور: كان أول من استكشف بعمق المفردات الموسيقية الحديثة – التعدد النغمي، الإيقاع النغمي، الكونترابنط المتنافر واللامقامية والعناقيد النغمية والربع تون والموسيقى بالصدفة والموسيقى الفراغية إلى آخره. بعض هذه التقنيات تطورت في عمله بين عقد ونصف قرن قبل أن يفكر فيها أي شخص آخر. في الوقت نفسه استخدامه للنغمات القومية وإيقاعات الراجتايم والترانيم والمارشات وغيرها من مواد شعبية، ابتكر أول مصطلح أمريكي بحق وأول تركيب نظامي للموسيقى العالية والمنخفضة. بالتالي كان رسول للحداثة وما بعد الحداثة؛ دون الانتماء إليهما حقا. في النهاية كان ينتمي لدائرة واحدة فالوصف الوحيد الذي ينطبق على تشارلز آيفز هو «اتجاه أيفز»

## الفترة المبكرة من حياته
ولد آيفز في 20 أكتوبر 1874، في بلدة دانبري الصغيرة في نيو إنجلند بولاية كونيتيكت. رغم أن أسرته كانت معروفة طويلا بالعمل كرجال أعمال ومصرفيين وماشابه، دخل الأب جورج آيفز عالم الموسيقى، حيث قاد الفرق الموسيقية وقام بالتدريس في المنطقة. درب جورج انبه ليصبح عازف بيانو في الحفلات، ورغم أن هذا لم يهم شارلي قط (جزئيا بسبب خجله الشديد)، أصبح موهوبا كعازف أرغن، وموسيقي محترف في الكنيسة منذ أ، ائل سن المراهقة. أثناء تدريب تشارلي في أسس الموسيقيين، وهب ابنه موقف تجريبي، أثناء مشاهدة وسماع جورج قام بتجربة الربع تون ونشر عازفيه حول ميادين البلدة لسماع أثر الفراغ، كان يجعل طلابه يغنون في مقام بينما صاحبهم في مقام آخر وحاول استيعاب صوت الأجراس على البيانو. حيث مارس تشارلي وهو يعزف الطبول في الفرقة أجزاء الطبل على البيانو بالعزف بقبضتيه بالتالي اخترع عناقيد نغمية، لم يعترض جورج طالما عرف ابنه «ألقواعد» أيضا. هذه الخلفية – المشاركة المستمرة في الأحداث الموسيقية للمجتمع العالي والأدنى، مزيج والده للتجارب والتدريب التقليدي، إضافة إلى موهبة الفتى الفطرية – أدت بشكل طبيعي إلى أعمال كبتها شارلي في مراهقته – من بينها «تنوعيات على أمريكا» للأرغن، مع الفواصل ذات النغمات المتعددة. هذه الأيام المقطوعة عمل مفضل لدى محبي موسيقى البوب لكن في شكل أوركسترالي.

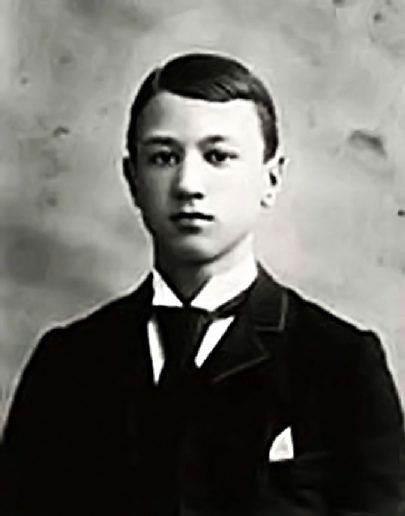
تشارلز آيفز عام 1889

في جامعة ييل من 1894 حتى 1898، درس آيفز مع هوراشيو باركر، وهو مؤلف رائد ومدرس في هذا العصر. كان باركر تقليديا في أفكاره، سخر باركر من التجارب الموسيقية لآيفز لكنه استمر يدرس للمؤلف الشاب ليفكر كمؤلف سيمفوني، ليبني أشكالا كبرى ويربط الألحان مع بعضها. إضافة إلى المقطوعات التقليدية التي كتبها آيفز لباركر (بعضها، مثل السيمفونية الأولى ذات الأسلوب الرومانسي، أعمال تتميز بنضج مذهل بالنسبة لعمره). ومقطوعات تجريبية خاصة، أيضا كتب آيفز موسيقى خفيفة لأوركسترات المسارح المحلية. أحيانا في موقع الأوركسترا كان يحشد أنغام شعبية في مقامات مختلفة، ووسط ضحك الحشود، يستوعب النتائج بآذان مصغية والذاكرة القوية. التيارات المتصارعة للموسيقى التي واصلها في ييل، التجريبي التقليدي، الكلاسيكي والشعبي، يظل جزءا منه لباقي حياته، أحيانا منفصلة وأحيانا مختلطة أثناء ذلك في ييل، شغل الوظيفة المرموقة كعازف أرغن في الكنيسة في نيو هيفن ولعب في فرق كرة القدم والبيسبول. لاحقا اعترف آيفز أن اهتمامه الأساسي في الجامعة كان الرياضة، خارج مجال الموسيقى، كان متوسط درجاته 60 -69 بالمائة. في مرحلة ما خلال السنوات التي قضاها في الجامعة، قرر آيفز العمل في مهنة غير الموسيقى. على الأرجح والده جورج آيفز، نصحه قبل وفاته المفاجئة عام 1894 ألا يجني عيشه من هذه المهنة، لأنها لا تعول أسرة. أيضا في ييل بدأ آيفز يدرك أن الجمهور لا يتحمل تجاربه؛ كانوا يعتبرونها دعابة، لكن لا يأخذونها بمحمل الجد. أصر أيفز على استكشاف مواد موسيقية جديدة، لكن أيضا كان يأمل في تأسيس أسرة وجني عيشه، كتب لاحقا أنه لا ينوي «التضور جوعا بسبب العمل في التنافر الصوتي في التأليف». لذا بعد التخرج عام 1898، انتقل إلى نيويورك ليعمل في وظيفة محاسب مقابل خمسة دولارات في الأسبوع مع شركة تأمين ميوتوال لايف. وعمل في شركة التأمين لباقي سنوات عمله – وكان جيدا جدا في عمله كما اتضح.
تحدد نمط حياته بالفعل – كان دوما يفعل أشياء كثيرة في الوقت نفسه – العمل والرياضة والدراسات والعلاقات الاجتماعية – وكتب الموسيقى يوميا. لذا استمر هكذا بإيقاع مذهل. العيش مع مجموعة من أصدقائه في ييل، عمل في المكتب واشترك في فريق البيسبول في الشركة ودرس القانون ولعدة سنوات شغل منصب عازف أرغن في الكنيسة، وتنزه في أندية ليلية مع أصدقائه وقضى الليالي وعطلة نهاية الأسبوع في تأليف الكثير من الموسيقى، كل شيء من مقطوعات لجوقة الكنيسة إلى السيمفونية رقم 2 ورقم 3 المحافظة نسبيا إلى مقطوعات تجريبية تتميز بالجرأة والثقة المتزايدة.

### 1903 – 1908
عام 1903 كتب آيفز "مارش فرقة ريفية"، وهي سخرية من موسيقى البلدة الصغيرة التي تتعلق بالإيقاعات المعددة الواضحة والكونترابنط شبه المصادف. وفي عام 1906 كتب "سؤال بلا جواب" وهو منظر طبيعي كوني حيث تطرح آلة الترومبت السؤال الخالد للوجود مقابل خلفية هادئة للوتريات (الكون الساكن" وأربع آلات نفخ خشبية تعرف باسم "المجيب المقاتل" تجري في بحث بلا جدوى عن جواب. أخيرا الترومبت ينغم السؤال مرة أخرى، ويجيب الصمت موسيقيا وفلسفيا، «السؤال بلا جواب» كان، رغم خفته، عملا هاما لآيفز. وللمرة الأولى في الموسيقى، يضع ثلاث مجموعات مستقلة مقابل بعض في تناقض فضفاض، تفاصيل الإيضاح متروكة للصدفة. أيضا، كل مجموعة لها أسلوبها الخاص: في حين خلفية الوتريات تتكون من تآلفات مقامية غامضة بطيئة، سؤال الترومبت يتميز بالمقامية غير المحددة والمجيبون صاروا لا مقاميين ومتنافرين بشدة في إحباطهم. (سترافنسكي، الذي أعجبته بعض أعمال آيفز، قال إنه يفضل أن يكون هذا العمل "سؤال غير معزوف".)

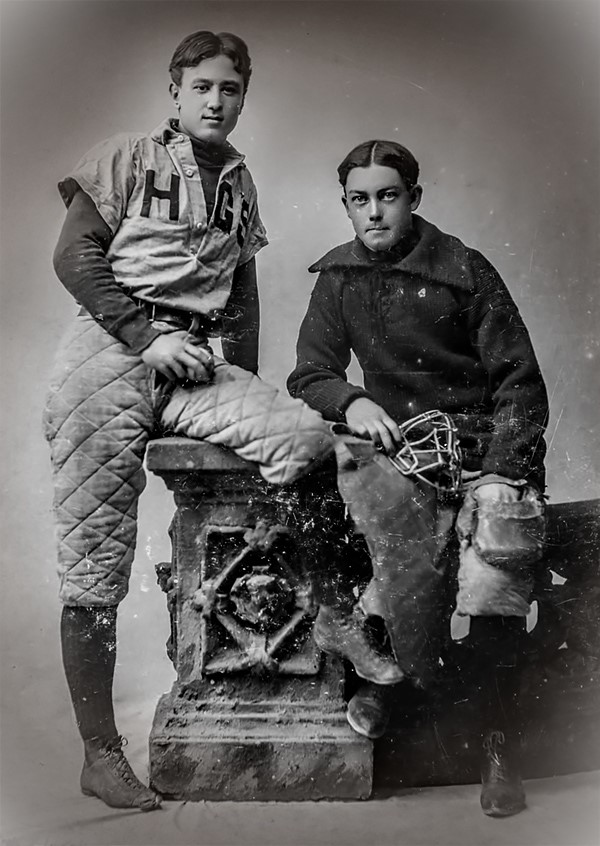
تشارلز آيفز، إلى اليسار، كابتن فريق البيسبول في مدرسة هوبكنز

«السؤال بلا جواب» أيضا يعكس فلسفة آيفز أن السؤال أصدق وأكثر بطولة من أي جواب في الاتساع الراقي للخلق. مع هذه الأفكار في الذهن، لا يمكن لآيفز الرضا بما أسماه «أصوات جميلة وسهلة» – رغم أنه لا يزال يكتب مقطوعات محافظة ودائما سيفعل ذلك.
في حين وجدت أعماله التقليدية تأييدا في عروض الكنيسة، لم ينظر أحد لأفكاره الأوسع، الأفكار التي اهتم بها أكثر شيء. لم يرض آيفز بالحلول الوسط، فاستقال من آخر وظيفة كنسية شغلها عام 1902 وبدأ التأليف بشكل خفي. ذلك العام شهد آخر عرض لموسيقاه لأكثر من عقدين.

### 1908 – 1918
لم يكن آيفز وحده كليا خلال العزلة الفنية الطويلة. عين موسيقيين لعزف أشياء، أحيانا يدعو الأصدقاء للاستماع. عام 1908 تزوج «هارموني توتشيل» ابنة رجل دين مرموق من هارتفورد. كانت هارموني ممرضة وشاعرة هاوية، صارت المؤيدة والجمهور المستحسن الذي افتقر إليه آيفز منذ وفاة والده. آمنت هارموني بكل قلبها وعقلها أن زوجها عبقريا. إذا لم يكن لديه جمهورا حقيقيا سواها كان هذا يكفي لبعض الوقت. بعد زواجهما، ازدهر عمله ونضجه الإبداعي. مع شريك أسس وكالة آيفز وميريك، التي أصبحت أكبر وكالة تأمين في البلد. نذكر آيفز حتى يومنا هذا كرائد في التأمين ومبتكر تخطيط الأملاك وبعض المدارس الأولى للوكلاء.
في الوقت نفسه، كرس نفسه بالكامل لأفكاره الموسيقية التنبؤية. كان يكتب لأذنه الخاصة وخياله، ولم يعد يمنعه الإهانة من رفض الجمهور، وصل بفنه لقمة مذهلة من الجرأة والخيال. بين 1909 و1916 عمل في ثورة. تضمن إنتاجه في هذه السنوات الرباعية الوترية الثانية «ثلاثة أماكن في نيو إنجلند» أغلب سيمفونية «الإجازات»، سوناتات الكمان الثالثة والرابعة، سوناتا كونكورد والسيمفونية الرابعة والعديد من الأغنيات بما فيها «الجنرال وليام بوث يدخل الجنة» معظم الأعمال التي ثبتت شهرته.
في هذه المقطوعات لكل الاكتشافات الواسعة المجال، لم يتخلى آيفز قط عن أسس تجربته، أساسا طفولته في دانبري. معظم موسيقاه نسيج من مقتطفات مأخوذة عن المارشات والترانيم والأغاني الوطنية، وتقريبا كل مقطوعة من مشهد لا ينسى. في دانبري سمع آلاف الأصوات تغني الترانيم في اجتماعات بالمعسكر، فرق تمر في مواكب، طرقات تعزف على قبور أطبال الحرب، صوت آلة الكورنيت لوالده يحلق فوق التراتيل الكنسية، الأجراس والفرق والألعاب النارية للعطلات، رجال مسنين يغنون أغاني الحرب وينتحبون بكاء.
عزف باخ وبيتهوفن على البيانو في الصالونات وعلى آلات الأرغن في الكنيسة. هذه الذكريات عن موسيقى عامة الشعب صارت جوهر فنه، ليس لأجلها لكن لما تمثله. كان دانبري مجتمع حيث فعل الناس مثل ما يفعله غيرهم – يجتمعون للعبادة والاحتفال وتخليد ذكرى الموتى، كل هذا بمصاحبة الموسيقى. كانت دانبري في أي مكان وكل مكان. بالنسبة لآيفز، الموسيقى ليس تجريد لكنها تجسيد للتجربة الإنسانية العالمية. كتب ذات مرة في رسالة لهارموني: “ألموسيقى لا تمثل الحياة، إنها الحياة".

### 1918 - 1920
على مدى العشرين عاما، عمل في المكتب، كتب الموسيقى في المنزلن وكان أبا لابنهما المتبنى وحين جاءت الحرب العالمية الأولى، قام بعمل تبرعي فوق كل شيء. لكن السخرية هي بينما امتلك الموهبة والطاقة الاستثنائية، لم يملك آيفز الصحة لرعاية هذه الموهبة. في أكتوبر 1918 أصيب بأزمة قلبية دمرت صحته. بعد تعافيه لدرجة ما، عاد للعمل والموسيقى. لكن رغم كتابته لبعض الأغاني الهامة في العشرينات وأعاد صياغة بعض المواد السابقة، لم يكتب أو يكمل أي مقطوعة كبرى ثانية. آخر عمل له الأغنية الرثائية «سطوع الشمس» يرجع تاريخه لعام 1926. بدنيا وإبداعيا، شيء ما تركه ولم يسترده مرة أخرى.
تدهورت صحته بانتظام وقبل عام 1930 تقاعد آيفز عن العمل وقضى قتا طويلا طريح الفراش. خلال سنوات المرض لم تطفئ روحه وشخصيته أبدا، ظل حيوي وغير متوقع ومداعب وكريم وسخي قضى مع هارموني معظم السنة في منزلهما الريفي في وست ريدنج بكونيكتيكات الذي يقع فوق التلال جانب دانبري. الثروات التي جناها في العمل تدفقت في مشروعات موسيقية وخيرية حول العالم، وعدد الموسيقيين والأصدقاء والأقارب والقضايا الذين قدم لهم المساعدة لم يعرف بالكامل قط.
رغم ظهور آيفز، لم يكن مؤلف ليوم الأحد يكتب لتسليته الخاصة. كان يملك كل نية في عرض عمله أمام الجمهور عاجلا أم آجلا بشكل أو بآخر. فورا بعد إصابته بأزمة قلبية، مع شعوره بقرب الموت فجأة وضع مبالغ طائلة لطباعة سوناتا كونكورد وكتاب أغاني. أرسل هذه المطبوعة للموسيقيين بالمئات. أثناء ذلك عام 1919 كتب «مقالات قبل سوناتا»، في شكل مقالات عن موضوعات أدبية للسوناتا كونكورد تجسد مثله للفن ومكانه في الحياة.

### 1920 – الوفاة
الموسيقى التي أرسلها في العشرينات لاقت ردود فعل ما بين الرفض المهذب إلى الغضب. لكن هنا وهناك وجدت هذه الأعمال الغريبة آذان مصغية. ضم من تأمل هذه الأعمال كان جورج جيرشوين وعازف البيانو جون كيركبارتيك والمؤلف الحديث هنري كاويل الذي أصبح المناصر الأساسي الأول لآيفز. بدت العروض تظهر دائما يستقبلها رد فعل نقدي متحمس ونفاذ. في أوائل الثلاثينات أصبح آيفز بالنسبة لمجموعة صغيرة من المتحمسين منارة للموسيقى الأمريكية رمز للحرية والشجاعة. لكن لباقي حياته – التي استمرت بفضل رعاية هارموني لسنوات كثيرة – حقق آيفز شهرة أكبر ببطء. عروض أعوام 1930 و1931 لعمله «ثلاثة أماكن في نيو إنجلند» لنيكولاس سلونيمسكي وأوركسترا بوسطن للحجرة وخاصة العرض الأول الناجح الذي قدمه جون كيركياتيريك لسوناتا كونكورد عام 1939، أحضر العملين الأساسيين له أمام الجمهور. وفي عام 1946 نال آيفز جائزة بوليتزر عن سيمفونيته الثالثة، التي عرضت بعد إكمالها ب42 سنة. صاح للصحافة «الجوائز هي وسام للأعمال متوسطة الجودة» – ثم علق الجائزة بفخر في غرفة مكتبه.
توفي آيفز في 19 مايو عام 1954. كتبت مجلة تايم إعلان قصير، ذاكرة أن بعض الناس وصفوا أيفز بأنه أعظم مؤلف موسيقي أمريكي. في العقود التالية، وصل معظم العالم لنفس الاستنتاج. لكن لأبعد من الجزء الأمريكي في العالم، اعتبر آيفز أيضا بتزايد كواحد من أهم مؤلفي القرن من أي جنسية. اليوم ترك أثرا كبيرا في الاتحاد السوفييتي، توجد جمعية محبي تشارلز آيفز في هولندا وأيضا في الولايات المتحدة.
كانت موسيقى آيفز لها مشاكلها الخاصة، وهي في نفس حجم خياله. الكثير من مقطوعاته لم تكتمل حقا لأن ببساطة لم يكن هناك وقت. ومع ذلك المقطوعات التي اهتم بها أكثر شيء، مثل «سيمفونية كونكورد» راجعها بعناء في مسودة تلو الأخرى. ومثل شوبرت، أنجز آيفز الكثير، وكان خياله ومجاله بعيد الأمد، حتى أن الأمر استغرق أجيال حتى يبدأ العالم في اللحاق به.

## روابط خارجية
- تشارلز آيفز على موقع IMDb (الإنجليزية)
- تشارلز آيفز على موقع الموسوعة البريطانية (الإنجليزية)
- تشارلز آيفز على موقع ألو سيني (الفرنسية)
- تشارلز آيفز على موقع ميوزك برينز (الإنجليزية)
- تشارلز آيفز على موقع أول موفي (الإنجليزية)
- تشارلز آيفز على موقع إن إن دي بي (الإنجليزية)
- تشارلز آيفز على موقع أول ميوزيك (الإنجليزية)
- تشارلز آيفز على موقع ديسكوغز (الإنجليزية)
- تشارلز آيفز على موقع كينوبويسك (الروسية)